# Toböle träsk
Toböle träsk är en sjö i Saltviks kommun i Åland (Finland). Den ligger i den norra delen av landskapet, 27 km norr om huvudstaden Mariehamn. Toböle träsk ligger 8,1 meter över havet. Den ligger på ön Fasta Åland. Arean är 51,8 hektar och strandlinjen är 5,66 kilometer lång. Sjön  ingår i Skärgårdshavets kustområde, Åland. 